# Cernece, Hadeaci
Cernece (în ucraineană Чернече) este un sat în comuna Krasnoznamenka din raionul Hadeaci, regiunea Poltava, Ucraina.

## Demografie
Componența lingvistică a localității Cernece
     Ucraineană (100%)
Conform recensământului din 2001, toată populația localității Cernece era vorbitoare de ucraineană (100%).